# Temnopis megacephala
Temnopis megacephala är en skalbaggsart som först beskrevs av Ernst Friedrich Germar 1824.  Temnopis megacephala ingår i släktet Temnopis och familjen långhorningar.
Artens utbredningsområde är Paraguay. Inga underarter finns listade i Catalogue of Life.